# رباط السريمة (الشعر)

تعديل مصدري - تعديل

رباط السريمة هي إحدى قرى عزلة الوسط بمديرية الشعر التابعة لمحافظة إب، بلغ تعداد سكانها 221 نسمة حسب تعداد اليمن لعام 2004.